# Thuật ngữ văn học Nhật Bản
Thuật ngữ văn học Nhật Bản được trình bày theo thứ tự abc dưới đây là một số thuật ngữ, khái niệm, danh từ riêng thường gặp trong văn học Nhật Bản, bao gồm trong đó cả những tên nhân vật, tên tác phẩm, những khái niệm và thuật ngữ của các bộ môn khoa học khác (như Mỹ học, Phật giáo, Thiền tông) và những sự kiện lịch sử có liên quan đến tiến trình phát triển của văn học Nhật Bản trong lịch sử.

## Thể loại
- Azuma uta (Đông ca): một nhóm những bài thơ hoặc ca từ, chủ yếu trong quyển (maki) thứ 14 của Manyōshū do dân chúng vùng phía Đông Nhật Bản sáng tác.
- Banka (Vãn ca): tên chung cho các bài vãn ca, ai điếu, điếu văn người đã mất trong thi tập Manyōshū.
- Buraku (Vũ nhạc): một hình thức cổ xưa của lễ nhạc cung đình du nhập từ Trung Quốc đời Đường.
- Bunraku (Văn nhạc): thuật ngữ sau này của Ningyō jōruri, bắt nguồn từ nhà hát Buragaku ở Ōsaka (nay là nhà hát Asahi-za).
- Sadō (Trà đạo): nghi thức uống trà được nâng lên thành tôn giáo, nghệ thuật sống của dân tộc Nhật Bản.
- Chika renga (Địa hạ liên ca): một nhánh của thơ renga, mang tính bình dân, đối lập với quý tộc, đại diện là nhà sư Guzai.
- Chōka (Trường ca): lối thơ xen lục ngôn (5 âm tiết) với thất ngôn (7 âm tiết), kết thúc bằng một câu thất ngôn. Một trong số ít hình thức thơ ca Nhật Bản mà độ dài bài thơ không hạn định. Sau thời Heian, lối thơ này ít được sử dụng.
- Dengaku (Điền lạc): hình thức vũ đạo giải trí có nguồn gốc thôn quê, được dùng từ rất sớm, nhưng tàn lụi vào thế kỷ 17. Thuật nhào lộn là một phần quan trọng của Dengaku, loại hình được coi là một trong những cội nguồn của sân khấu kịch nō.
- Emakimono (Hội quyển vật): là loại sách có tranh minh họa, xuất hiện ở thời Heian, Kamakura và Muromachi, như Genji emaki.
- Fūzoku uta (Phong tục ca): là một trong những loại hình văn hóa dân gian có tên gọi chung là kodai kayō (cổ đại ca dao). Đây là loại dân ca thời kỳ tiền Nara, đặc biệt gắn với các tỉnh phía Đông.
- Gabuntai (Nhã văn thể): thể văn chương tao nhã Nhật Bản, thường dựa theo mẫu mực là văn chương chữ kana thời Heian.
- Gagaku (Nhã nhạc): một hình thức ca vũ chính thống du nhập vào cung đình Nhật Bản cổ đại từ Trung Quốc đời Đường.
- Gidaiyū (Nghĩa thái phu): một kiểu Jōruri (kịch hát), bắt nguồn từ diễn viên Òsaka Takemono Gidayù cuối thế kỷ 17.
- Gozan bungaku (Ngũ sơn văn học): tên chung chỉ văn chương viết bằng chữ Hán do Thiền sư ở các chùa Gozan sáng tác.
- Gozan ban (Ngũ sơn bản): tên chung cho những sách in ở chùa Gozan của Kamakura và Kyōto (đặc biệt là Kyōto), từ thời Kamakura đến Muromachi. Các ngôi chùa Gozan là của phái Thiền tông, nhưng không chỉ sách Thiền mà cả kinh điển Trung Quốc, thậm chí cả những tác phẩm y học cũng được in ở đây.
- Gō (Kỳ): cờ vây, một trò chơi phổ biến của người Nhật bắt nguồn từ Trung Quốc.
- Gunki monogatari (Quân ký vật ngữ): tên chung cho các tác phẩm, như Heike monogatari và Taiheiki thời Trung đại, lấy chiến tranh làm đề tài cơ bản.
- Haibun (Bài văn): một hiện tượng văn học thời Edo. Haibun là sự hòa trộn giữa thơ haiku và văn xuôi, trong đó văn xuôi (như nhật ký đi đường của Basho) được dùng để kết nối thơ.
- Haikai (Bài hài): loại thơ ngắn theo kết cấu âm tiết 5+7+5. Sau này được Masaoka Shiki gọi là haiku.
- Haikai renga hay Haikai no renga (Bài hài liên ca): thơ theo phong cách renga hài hước.
- Handayū bushi: một phong cách của jōruri, bắt nguồn từ diễn viên Handayū ở Edo, phổ biến từ những năm 1680 đến 1770.
- Haiku (Bài cú): xem Haikai.
- Hanka (Phản ca): thơ đi sứ, còn có tên kaesi uta. Là hình thức thơ gồm một bài chòka có thêm một bài waka làm kết. Hanka gần như độc quyền gắn với tập Manyōshū.
- Heimin bungaku (bình dân văn học): những tác phẩm thuộc loại thể văn chương bình dân, đối lập với văn chương bác học và văn chương tao nhã.
- Honkadori (Bản ca thủ): chỉ một bài waka dựa trên một bài waka trước đó. Cách thức là: sáng tác một bài mới theo cách đưa ra một cách nhìn khác về một tác phẩm cũ sau đó so sánh bài thơ mới này với nguyên tác. Honkadori đặc biệt gắn với tập Shinkokinshū.
- Jōruri (Tĩnh lưu ly): một loại kịch hát có sự trình diễn của những con rối, khởi nguồn từ thế kỷ 17.
- Joshi (Tự từ): lời đề từ cho một bài tanka, thường gắn với bài thơ này bằng một từ then chốt.
- Jūhutsu (tùy bút): thể loại văn chương viết theo lối ngẫu hứng, thịnh hành từ các nữ sĩ cung đình thời Heian.
- Kabuki (Ca vũ kỹ): một trong những hình thức sân khấu chủ yếu của Nhật Bản khởi đầu từ thế kỷ 17, chiếm ưu thế vào cuối thế kỷ 18 và tiếp tục phát triển sau cải cách Minh Trị. Hình thức ban đầu của Kabuki là onnakabuki (Kabuki nữ), nhưng sau khi bị cấm thì có wakashū kabuki (Kabuki nam thiếu nhi). Từ nửa sau thế kỷ 17 kịch mục kabuki bắt đầu có phân cảnh và các màn múa dần dần nhường chỗ cho lời thoại và kỹ năng diễn xuất.
- Kaesi uta, xem Hanka.
- Kagura (Thần nhạc): còn gọi là kamiasobi, một hình thức vũ nhạc sơ khai gắn với việc tế lễ thần Shintò, ra đời ít nhất là từ thế kỷ 9.
- Kakemono (Quải vật): tranh cuộn hoặc bức thư pháp treo tường.
- Kambun (Hán văn): văn bản chữ Hán với những dấu ký hiệu chỉ cách đọc, cho phép tiếng Nhật có thể cấu trúc lại câu chữ Hán theo ngữ pháp của mình.
- Kanshi (Hán thi): một số thể thơ Nhật Bản viết bằng chữ Hán, có thể theo niêm luật và phong cách Đường thi.
- Kana monogatari: loại tiểu thuyết bản địa viết bằng chữ kana.
- Kana majiri: lối viết dùng hỗn hợp chữ Hán và âm tiết bản địa.
- Kanazōshi (Thảo chỉ): truyện ngắn viết bằng một thứ tiếng Nhật giản dị, cổ điển, phổ biến ở cuối thế kỷ 17.
- Katarimono (Ngữ vật): một loại chuyện kể có nhạc phụ họa.
- Kika (Quý ca): những bài thơ xếp theo chủ đề ca ngợi bốn mùa, trong đó có Haru no uta (xuân ca), natsu no uta (hạ ca), aki no uta (thu ca) và fuyu no uta (đông ca).
- Kikō (kỷ hành): nhật ký hành trình, thường kết hợp giữa thơ và các đoạn tùy bút. Nổi tiếng có Oku no hoshomichi của Bashō Matsuo.
- Koka (Cổ ca): những bài thơ lấy đề tài về lịch sử cổ xưa của Nhật Bản.
- Kouta: những bài dân ca ngắn thời Muromachi, được tầng lớp trí thức tiếp thu và cải tác cho nhiều tác phẩm, như Kanginshū.
- Kodai kayō (Cổ đại ca dao): thuật ngữ chỉ chung các loại thơ ca thời kỳ trước Nara có trong những tác phẩm như Kojiki.
- Kyōgen (Cuồng ngôn): những vở kịch ngắn hài hước xen giữa những màn trình diễn kịch nō.
- Kyōka (Cuồng ca): một kiểu tanka hài hước.
- Mondo (Vấn đáp): chỉ loại thơ vấn đáp, đối đáp trong Manyōshū.
- Monogatari (Vật ngữ): nghĩa đen là "nói về sự vật". Thuật ngữ này chỉ những chuyện kể, đặc biệt là loại truyện hư cấu bản địa, gắn với các thời đại Heian, Kamakura và Muromachi.
- Monogatari e (Vật ngữ hội): là monogatari có minh họa. Về căn bản, nó giống như emakimono nhưng được dùng riêng cho thể loại monogatari.
- Mushin renga (Vô tâm liên ca): loại thơ renga theo khuynh hướng nhẹ nhàng đùa cợt, cội nguồn của haikai no renga.
- Nō: một trong những hình thức sân khấu dân tộc của Nhật Bản, bắt nguồn từ thế kỷ 14.
- Ninjōbon (Nhân tình bản): sách về tình cảm con người. Dùng cho loại tiểu thuyết tình cảm lãng mạn phổ biến vào nửa đầu thế kỷ 19.
- Rakugo (Lạc ngữ): những màn kịch độc thoại hài hước.
- Renga (Liên ca): vốn từ một bài tanka, trong đó 3 câu đầu 5-7-5 âm tiết do một người làm còn 2 câu kết 7-7 âm tiết do người khác làm. Đoạn thơ mở đầu của thể Renga được gọi là Hokku (Phát cú) gồm các âm tiết được ngắt nhịp 5-7-5. Sau khi vị khách chính đặt xong phần Hokku, chủ đặt phần Wakiku (phần bên hông) ngắt nhịp 7-7 trong đó có lặp lại một yếu tố của phần Hokku. Kế đó là phần Daisan (đệ tam) ngắt nhịp 5-7-5 phát triển bài thơ theo hướng khác dù chỉ giữ một ít liên hệ với các phần đầu. Khi nó được tiếp nối đến lần thứ ba mươi sáu thì gọi là Kasen (Ca Tiên), lần thứ bốn mươi bốn thì gọi là Yoyoshi (Thế cát), lần thứ năm mươi thì gọi là Gojuuin (Ngũ thập vận), lần thứ một trăm thì gọi là Hyaku-in (Bách vận), lần thứ một ngàn thì gọi là Toppyakuin (Thập bách vận), lần thứ một vạn thì gọi là Manku (Vạn cú). Phần kết bài thơ được gọi là Ageku (Cử cú) ngắt nhịp với 7-7. Tất cả những phần thơ ở giữa đều gọi là Hiraiku (Bình cú). Tên gọi Renga này từ thế kỷ 13 trở đi được mở rộng cho một chuỗi 100 bài thơ cổ điển do nhiều thi sĩ lần lượt chọn và phát triển tứ thơ của bài "khai đề". Mỗi thi sĩ sau phải tìm cho mình chủ đề từ bài thơ mà người trước vừa làm xong. Thể loại này đạt được đỉnh cao với thiền sư Sogi (1421-1502).
- Sangaku (Tán nhạc): hình thức giải trí sơ khai bắt nguồn từ Trung Quốc, gồm nhạc, múa, ảo thuật, leo dây, tung hứng, uốn dẻo phổ biến ở Nhật thế kỷ 10.
- Sakimori no uta: những bài ca lính thú trong Manyōshū.
- Sansui (Sơn thủy): tranh phong cảnh thường lấy đề tài là núi và sông, hồ, biển.
- Sarugaku (Viên nhạc): "Nhạc khỉ". Một trong những tiền đề của sân khấu kịch nō. Một số người cho rằng sarugaku phát triển từ sangaku, số khác lại tin rằng nó đồng thời với sangaku. Về bản chất, nó rất giống sangaku song dường như khát vọng nghệ thuật lại cao hơn. Đây là loại hình giải trí, phổ biến ở thời Heian.
- Sedōka (Tuyền đầu ca): những bài thơ, đặc biệt gắn với thời trước Manyōshū và Manyōshū. Mỗi bài gồm 6 câu theo cấu trúc âm tiết 5+7+7 / 5+7+7, câu kết của mỗi khổ có một nửa câu giống nhau.
- Senryū (Xuyên liễu): một loại đoản thi trào phúng.
- Setsuwa (Thuyết thoại): những truyện mang chất thế tục hoặc tôn giáo, nở rộ ở Nhật Bản từ thế kỷ 8 và qua suốt thời trung đại. Mặc dù không phải là văn học dân gian đích thực, vì không hướng đến công chúng bình dân, song chúng đưa ra một cái nhìn khám phá về đời sống bình dân đương thời. Setsuwa tôn giáo thường mô phỏng những truyện cũ và thêm lời chú giải mang tính chất Phật giáo. Nihon ryōiki và Konjaku monogatari có lẽ là những tập setsuwa nổi bật.
- Sewamono (Thế tục vật): một loại múa rối hoặc Kabuki nói về cuộc sống của người dân thường như một sự tương phản với những nhân vật thần kỳ và hành động trong các vở kịch lịch sử.
- Shōsetsu (tiểu thuyết): tiểu thuyết theo nghĩa hiện đại, bắt nguồn từ monogatari truyền thống nhưng trải rộng từ những truyện cực ngắn "trong lòng bàn tay" (Tanagokoro no shōsetsu, thường được biết đến dưới tên gọi Tenohira no Shōsetsu) đến tiểu thuyết trường thiên.
- Sōmonka (Tương văn ca): tên chung cho những bài thơ tình trong Manyōshū.
- Sōrōbun (Hầu văn): một phong cách văn chương Nhật Bản, đặc biệt ở nhiều từ ngữ gốc Trung Hoa và dùng động từ có đuôi sōrō.
- Suiboku ga (Thủy mặc họa): hội họa bằng bút lông-mực tàu, theo kiểu Trung Hoa, phát triển mạnh vào thời Muromachi.
- Sumi e (Thủy mặc hội): tranh vẽ bằng bút lông và mực tàu.
- Suiboku (Thủy mặc): một phong cách tranh mực tàu (ban đầu gắn với phong cảnh), theo Phật giáo Thiền tông vào Nhật Bản.
- Shuka (Tú ca): chỉ những bài thơ thuộc loại tuyệt tác của thể waka. Nổi tiếng có Kindai shuka (Cận đại tú ca) của Fujiwara Teika (1162-1241).
- Nikki (nhật ký): một thể loại văn chương Nhật Bản có lịch sử phát triển lâu đời từ các nữ sĩ cung đình thời Heian đến nay. Tác phẩm đầu tiên của thể loại này là Tosa Nikki của Tsurayuki sáng tác năm 935.
- Ningyō (Nhân hình) jōruri: loại múa rối có hát jōruri phụ họa.
- Nyobō bungaku (Nữ phòng văn học): văn chương của phụ nữ cung đình. Mặc dù tên gọi này được dành những tác phẩm của nữ quý tộc thời Heian, song nó đặc biệt dành cho tác phẩm văn chương của phụ nữ trong cung.
- Rekishi monogatari (Lịch sử vật ngữ): những chuyện kể lịch sử. Tên gọi này có từ thời kỳ Minh Trị (1868-1912), dành cho 8 tác phẩm chuyện kể về lịch sử sáng tác vào thời Heian, Kamakura và Nambokucho, tập trung nói về cuộc sống cung đình. Những tác phẩm quan trọng nhất là Eiga monogatari và Okagami.
- Saibara (Thôi mã nhạc): những bài hát có nguồn gốc cổ xưa, vào thời Heian được soạn lại cho đàn koto trình diễn ở cung đình.
- Sharebon (Tửu lạc bản): chỉ những tác phẩm kể lại rạch ròi và cụ thể cuộc sống ở các khu vui chơi.
- Shiranami mono (Bạch lãng vật): một loại sân khấu kabuki, trong đó nhân vật chính là một tên cướp. Loại hình sân khấu này gắn nhiều với nhà viết kịch Kawatate Mokuami (1816-1893).
- Shōmyō (Thanh minh): là những bài ca của Phật giáo (có nguồn gốc từ Ấn Độ) thời cổ xưa.
- Tanka (Đoản ca): vốn là lối thơ theo kết cấu âm tiết 5+7+5+7+7, hình thức chủ yếu của thơ trữ tình Nhật Bản. Waka là tên gọi chung hơn không chỉ đích danh thể loại tanka mà cả những hình thức khác như sedōka.
- Ukiyo e (Phù thế hội): tranh khắc gỗ thế kỷ 18, 19, thường vẽ những gái điếm thượng lưu, ca kỹ nổi tiếng, phong cảnh hoặc cảnh sinh hoạt.
- Uta: bài ca, cội nguồn của waka.
- Uta monogatari (Ca vật ngữ): tên gọi những tiểu thuyết, như Ise monogatari, trong đó văn xuôi được dùng làm nền liên kết các bài thơ waka. Tuy nhiên, đến thời của tác phẩm Genji monogatari, dù có đến trên 800 bài thơ, phần văn xuôi nhiều hơn đã tạo cho tác phẩm khuôn mẫu của tiểu thuyết.
- Ushin renga (Hữu tâm liên ca): thơ renga sáng tác theo phong cách truyền thống, đối lập với mushin renga (vô tâm liên ca).
- Yamato e (Đại Hòa hội): gọi khái quát tranh Nhật Bản nói chung. Tên này (dùng đầu tiên vào năm 999) đặt cho phong cách phát sinh của hội họa Nhật Bản đang thay thế phong cách mô phỏng trực tiếp Trung Hoa. Loại tranh này không chịu ảnh hưởng của Trung Hoa mà sử dụng những chủ đề thuần túy Nhật Bản lấy từ thơ văn Nhật Bản.
- Waka (Hòa ca): tên gọi chung cho thơ ca Nhật Bản, sau này dùng riêng cho loại tanka.
- Watakushi shōsetsu (Tư tiểu thuyết): Tiểu thuyết tự truyện, một hình thức tiểu thuyết ra đời vào thời kỳ Minh Trị, kể chuyện ở ngôi thứ nhất và trực tiếp dựa trên những cảm xúc, trải nghiệm riêng của chính tác giả. Thể loại này còn gọi là shinkyo shōsetsu (tâm cảnh tiểu thuyết) hay shishōsetsu.
- Yomohon (Độc bản): một loại tiểu thuyết phổ biến ở nửa đầu thế kỷ 19, chủ yếu là tiểu thuyết lịch sử chịu ảnh hưởng của tiểu thuyết bạch thoại Trung Quốc.
- Yūsoku kojitsu (Hữu chức cố thực): những tác phẩm liên quan đến hành vi và nghi thức trong cung đình hay tổ chức quân sự.
- Zoka (tạp ca): chỉ các bài thơ có đề tài phức tạp, khác nhau trong Manyōshū.
- Zuihitsu (Tùy bút): tiểu luận, viết về những đề tài, chủ đề khác nhau, nổi tiếng là Makura no shoshi (Chẩm thảo tử, Sách gối đầu) của Sei Sonagon giữa thời Heian

## Phong cách, trường phái
- Bushidō (Võ sĩ đạo): phép ứng xử không thành văn của các thành viên thuộc đẳng cấp võ sĩ (samurai). Những phẩm hạnh phải có là: trung thành, quên mình, khiêm nhượng, đúng mực, cần kiệm, thượng võ, trọng danh dự và tình yêu thương. Tinh thần võ sĩ đạo là cảm hứng cho nhiều tác phẩm văn chương gunki (quân ký) Nhật Bản mà đặc sắc nhất là Truyện kể Heike.
- Danrin (Đàm Lâm) trường phái thơ Haikai do Nishiyama Soin (1605-1682) khởi xướng và phát triển thời Edo.
- Jōdo shinshū (Tịnh độ Chân tông): một tông phái do Shinran phát triển vào thế kỷ 13, nằm ngoài Tịnh độ tông.
- Jōdo shū (Tịnh độ tông): một tông phái Phật giáo do Hōnen lập ra vào cuối thế kỷ 12. Giáo lý căn bản là hoàn thiện đức tin vào Phật A-di-đà và sự cứu rỗi tương lai ở miền Tịnh độ. Theo đó, tự tu chỉnh là không cần thiết, đây là nét riêng của tông phái này.
- Han-shizenshugi (Phản tự nhiên chủ nghĩa): các khuynh hướng văn học đối kháng với chủ nghĩa tự nhiên trong giai đoạn nửa đầu thế kỷ 20 ở Nhật.
- Kanha: trường học (trường phái) hội họa do Kanò Masanobu (1454-1550) lập vào thời Muromachi và được giới quý tộc phong kiến bảo trợ.
- Kokugaku (Quốc học): trường phái nghiên cứu triết học thời Edo nhấn mạnh truyền thống và văn hóa Nhật Bản bản địa, đối lập với Nho học do chính quyền trung ương đỡ đầu.
- Kōdō (Hương đạo): một lối giải trí tao nhã, trong đó người thành thạo thưởng thức và xác định các loại hương nhang khác nhau. Có những cuộc chơi có thể kết hợp kỹ năng Kōdō với sự hiểu biết về các nghệ thuật khác.
- Lan học (Rangaku): thời Tokugawa những người nước ngoài duy nhất mà người Nhật tiếp xúc là người Hà Lan ở Nagasaki. Có nghĩa là ngôn ngữ trung gian cho những ai quan tâm nghiên cứu văn hóa châu Âu là tiếng Hà Lan và việc nghiên cứu như thế gọi là Lan học.
- Mono awase (Vật hợp): chỉ những cuộc thi nghệ thuật giải trí nói chung, xem thêm Uta awase.
- Nanga (Nam họa): phong cách hội họa bằng mực, đơn sắc bắt nguồn từ môn phái Thiền tông ở Nam Trung Quốc. Tinh tế, gợi cảm và linh động về đường nét - đây là phong cách được ưa chuộng của các họa sĩ bunjin Nhật Bản.
- Ōbaku shū: một phái Thiền vào Nhật Bản trong thời kỳ đóng cửa đất nước theo chính sách của Bakufu và mang phong cách Trung Hoa.
- Puroretaria bungaku: văn học vô sản Nhật Bản. Trường phái văn học hoạt động dưới sự lãnh đạo trực tiếp của Đảng cộng sản Nhật Bản và Quốc tế cộng sản, phát triển vào những năm trước 1945 với các nhà văn Miki Kiyoshi (1897-1940), Nakano Shigeharu (1902-1979), Kurahara Korehito (1902-?) và Kobayashi Takiji (1903-1933).
- Shingaku (Tâm học): một loại triết học đạo đức, luân lý do Ishida Baigan (1685-1744) đưa ra vào thời Edo.
- Shōfu (Tiêu phong): trường phái thơ do Bashō Matsuo khởi xướng.
- Shin-genjitsushugi (tân hiện thực chủ nghĩa): Văn phái do Akutagawa Ryūnosuke khởi xướng và lãnh đạo.
- Shizenshugi (Tự nhiên chủ nghĩa): đặc biệt phổ biến trong những thập kỷ đầu của thế kỷ 20. Đó chính là phong cách của tiểu thuyết văn xuôi, bắt chước theo chủ nghĩa tự nhiên châu Âu, nhất là Pháp, thế kỷ 19.
- Shinkankakuha (Tân cảm giác phái), trường phái văn học ảnh hưởng của mà Kawabata Yasunari, Yokomitsu Riichi là chủ soái. Những nhà văn này bị hấp dẫn bởi hình tượng và hiệu quả hình ảnh của thơ ca tượng trưng, siêu thực Pháp do Horiguchi Daigaku (1892-1981) chuyển dịch, đã tìm cách tạo ra những thành quả tương tự trong văn xuôi của mình.
- Shirakaba (Bạch hoa) văn phái với những đại diện như Arishima Takeo (1878-1923), Arishima Ikuma (1882-1974), Nagayo Yoshirō (1888-1961), thể hiện đường lối cải lương "nhân đạo chủ nghĩa", "lạc quan chủ nghĩa".
- Tanbishugi (Duy mĩ chủ nghĩa) đề cao giá trị thẩm mỹ và nhục cảm trong nghệ thuật, ra đời hậu bán thế kỷ 19 tại Nhật Bản với các tác giả Kitahara Hakushū (1885-1942), Kinoshita Mokutarō (1885-1945), Nagai Kafū (1879-1959), Tanizaki Jun'ichirō (1886-1965)
- Teimon (Trinh Môn): trường phái thơ Haikai do Matsunaga Teitoku (1571-1653) khởi xướng thế kỷ 17.
- Uta awase (Ca hợp): sinh hoạt thơ ca phổ biến ở Nhật từ đầu thế kỷ 10 trở đi. Các thi sĩ nhận một đầu đề và mỗi người phải làm một bài thơ theo đầu đề đó. Sau đó một (hoặc hai) giám khảo sẽ chọn ra bài hay nhất.
- Yoyūha (Dư dụ phái), một văn phái thuộc nhóm phản tự nhiên chủ nghĩa, chủ trương sáng tác những tác phẩm chan chứa tình cảm bằng lối văn hoa mỹ, trau truốt, nổi tiếng với các đại diện Natsume Sōseki (1867-1916), Mori Ōgai (1862-1922), Masaoka Shiki (1867-1902).

## Tác phẩm kinh điển
- Fudoki (Phong thổ ký): là những từ điển địa lý về từng vùng của Nhật Bản, được biên soạn theo sắc lệnh của chính quyền trung ương năm 713. Mỗi Fudoki (có đôi nét giống với loại sách Domesday book của Anh) gồm thông tin về khí hậu của vùng đất đó, mùa màng, đường sá, cầu cống, lịch sử. Izumo fudoki là cuốn duy nhất còn lại có hình thức gần như hoàn chỉnh.
- Heikyoku (Bình khúc): tuyển tập những bài ca nói về sự hưng khởi và suy tàn của dòng họ Taira, được đọc trên nền Biwa hōshi phụ họa và là cơ sở tạo nên tác phẩm Heike monogatari.
- Genji monogatari: Truyện kể Genji, tiểu thuyết của Murasaki Shikibu, đỉnh cao của văn chương cổ điển Nhật, di sản văn hóa phi vật thể của nhân loại được đánh giá là tiểu thuyết theo nghĩa hiện đại đầu tiên trong văn chương thế giới.
- Kokinshū (Cổ kim tập) hay Kokinwakashū (Cổ kim hòa ca tập): hợp tuyển thi ca đầu tiên được biên soạn theo sắc lệnh của triều đình vào năm 905, đứng đầu trong nhị thập thất đại tập (21 tập thơ lớn ứng với 21 Triều đại).
- Kindai shuka (Cận đại tú ca), thi tập nổi tiếng của Fujiwara Teika (1162-1241).
- Manyōshū (Vạn diệp tập): tuyển tập thơ đầu tiên của Nhật Bản, hoàn thành vào giữa thế kỷ 8.
- Kojiki (Cổ sự ký): tác phẩm chép sử cổ xưa nhất hiện còn. Hoàn thành vào thế kỷ 8, chủ yếu là lịch sử mang tính huyền thoại và truyền thuyết về hoàng gia.
- Nihon shoki (Nhật Bản thư kỷ): bộ lịch sử Nhật Bản hình thành vào đầu thế kỷ 8.
- Otogi zōshi: đặc biệt dành cho số 23 truyện ngắn thời Muromachi do chủ xuất bản Ōsaka là Shibukawa Seieimon in khoảng năm 1770. Mở rộng ra là toàn bộ số truyện ngắn thời Muromachi mà Shibukawa dùng để tuyển chọn.
- Shinkokinshū (Tân cổ kim tập), hoàn thành thế kỷ 13, sau thi tập Kokinshū khoảng 300 năm.

## Quan niệm thẩm mỹ
- Aware (bi ai, bi cảm): cảm thức xao xuyến trước mọi cái đẹp của sự vật mà bản chất là vô thường. Đây là một trực giác thẩm mỹ chịu ảnh hưởng của Phật giáo.
- Ekō (Hồi hướng): một khái niệm thiết yếu trong giáo lý Phật giáo Tịnh độ tông của Shinran. Ý nghĩa cơ bản của nó là "chuyển dịch giá trị", có thể gắn với những hoạt động như sao chép sách v.v. Đến Shinran, nó có nghĩa là đưa kho báu giá trị của Phật A-di-đà đến nhân loại.
- Fuga (phong nhã): lối sống và sáng tác của tao nhân mặc khách đạt độ hào hoa, toàn thiện.
- Giri (Nghĩa lý): bổn phận đối với xã hội nói chung, một trong những nguyên tắc sống được giới võ sĩ đạo đề cao.
- Hòa, kính, thanh, tĩnh: bốn chữ vàng, nguyên tắc và mục tiêu của nghệ thuật Trà đạo Nhật Bản.
- Honji suijaku (Bản địa thùy): quan niệm cho rằng kami (thần) của Shintō có thể đồng nhất được với Phật. Chẳng hạn thần Hachiman được coi là hiện thân của Phật A-di-đà.
- Iki: một chuẩn mực thời Edo biểu thị sự nhã nhặn ở dáng vẻ, tinh tế và từng trải trong đời sống tình cảm.
- Karma (Nghiệp): thuật ngữ Phật giáo thường được dịch là "số phận". Nghĩa thực của nó là những việc làm trong cuộc đời một con người được báo ứng ở kiếp này hoặc kiếp sau. Những gì xảy ra với một người ở cuộc đời này là hệ quả của karma trước đó.
- Kokoro (Tâm): cốt lõi của bất kỳ hiện tượng nào ở con người là tâm trí/trái tim, tinh thần. Theo quan niệm trong văn học Nhật Bản, thơ ca là con đường đi từ kokoro (tâm) đến kotoba (từ ngữ).
- Kotodama (Ngôn linh): những câu thơ, những lời nói được người Nhật quan niệm rằng nó có tính hiển linh, thiêng liêng.
- Kou (yêu), động từ chỉ tình yêu cụ thể có yếu tố nhục cảm trong Manyōshū. Đến Kokinshū động từ này được thay bằng mono-omou (tương tư), khác với ai (ái) chỉ tình yêu nói chung. Sự chuyển hóa này phản ánh tiến trình "đi từ yêu đương như một hành động cụ thể đến yêu đương như một tâm trạng, từ thế giới của ngoại động từ sang nội động từ"[1].
- Michi (Đạo): thuật ngữ mỹ học chỉ sự hòa hợp của đời sống và tôn giáo, đỉnh cao của nghệ thuật, cái đích mà mọi hành trình hướng thiện của con người đều hướng tới.
- Mono no aware (vật ai): là cảm xúc não lòng trước cái vô thường, phù của cuộc đời, xu hướng hướng thượng đưa văn học từ chỗ tầm thường lên trình độ thẩm mỹ hàm dưỡng những gì thanh cao, thiện và mỹ để đem lại sự thư thái cho con người. Khái niệm này thường được dịch theo nghĩa đen là "thương cảm" hay "buồn thương". Có lẽ thành ngữ tiếng Latin gần với nó nhất là lacrimae rerum.
- Ninjō (Nhân tình): tình cảm con người, đặc biệt là những tình cảm riêng tư.
- Sama (pháp, phép) (thể, thể cách): khái niệm do Tsurayuki đưa ra, nhằm chỉ sự sáng tạo nghệ thuật, con đường nghệ thuật hướng tới sự hoàn thiện về thi pháp.
- Sabi (tịch, cô tịch, tịch liêu): một khái niệm mỹ học về cơ bản không dịch được, song ý nghĩa của nó có phần giống sự giản dị, tao nhã, khổ hạnh nhuốm vẻ u sầu gần giống với yūgen (u huyền). Đó là tiêu chuẩn mà mọi thứ, từ thơ ca đến trà đạo, đều muốn đạt tới. Sabi đặc biệt gắn với thơ của Matsuo Bashō và trường phái Shōfu (Tiêu phong) của ông.
- Shinjū (Tâm trung): tự tử vì tình hay về sau còn được gọi bằng tên "tự sát ngày đính hôn". Hành động tự tử của những cặp tình nhân mà tình yêu của họ không được xã hội chấp nhận và của những người chọn cái chết như một biểu hiện của sự say đắm. Phần lớn được thể hiện một cách cao cả trong tác phẩm của Chikamatsu Monzaemon (1653-1724) và một số nhà văn trong thế kỷ 20.
- Sokushin Jōbutsu (Tức thân thành Phật): khái niệm của Phật giáo Chân tông về việc "thành Phật" ở cuộc đời này bằng tu luyện.
- Ushin (Hữu tâm, Tâm linh): khái niệm mỹ học nhấn mạnh sự tao nhã và thanh khiết. Fujiwara Teika (1162-1241) trong đoạn 128 của cuốn Maigetsusho (Mỗi nguyệt sao), nói: "Chỉ khi nào thanh lọc được toàn vẹn tâm hồn và bước vào một tâm cảnh duy nhất, người ta mới làm nên được tâm linh ca, nhưng quả là hiếm hoi. Chính vì vậy tôi chỉ gọi tú ca là những bài nào sâu thẳm tâm linh"[2].
- Wabi (đà): chỉ trạng thái hoặc tính chất tĩnh lặng yên bình, đặc biệt là sự yên bình của thiên nhiên thôn dã. Wabi gắn trực tiếp với nghệ thuật chadō (trà đạo) và thơ haikai.
- Yabo (Dã mộ): thô dã, ngược lại với iki.
- Yume (mộng): liên quan đến nhân sinh và Phật giáo chỉ sự phù du, mộng ảo của cõi thế, là khái niệm được người Nhật yêu thích như một trong những mã khóa của thi ca Nhật Bản.
- Yōen (Yêu diễm): cái đẹp dịu dàng ngọt ngào nữ tính hơi pha màu sắc tôn giáo trong thi ca Nhật Bản từ khoảng thế kỷ 12. Phong cách thơ yōen được Fujiwara Teika khởi xướng, đạt được đỉnh cao với nhà thơ Seigan Shotetsu (1381-1459).
- Yūgen (U huyền): khái niệm mỹ học nhấn mạnh sự chuyển tải cảm xúc trong một bài thơ không qua trình bày trực tiếp. Tuy nhiên thiền sư thi sĩ lớn nhất của thể loại waka trong thế kỷ 15, Seigan Shotetsu, lại phát triển một phong cách đi từ yōen (yêu diễm) đến yūgen (u huyền) và gọi bằng tên yūgen nhưng với nghĩa khác hẳn: yêu huyền (yêu kiều và huyền ảo).

## Dụng cụ nghệ thuật, tiết đoạn, vai diễn
- Ato shite: diện mạo thứ hai của vai chính trong một vở kịch nō, thường là ma.
- Biwa (Tỳ bà): một nhạc cụ dây truyền thống Nhật Bản.
- Chasitsu (Trà thất): nơi diễn ra nghi lễ trà đạo.
- Engo (duyên ngữ): còn gọi là "từ phối hợp", cách liên kết các yếu tố khác nhau trong một bài thơ tanka, cho chúng hô ứng với nhau dạng chơi chữ.
- Hanafuda (Hoa trát): quân bài đánh dấu bằng những bông hoa, sử dụng trong một trò chơi.
- Haigon (Hài ngôn): ngôn từ hài hước trong các bài thơ Haikai.
- Hokku (Khai cú, Phát cú): những câu thơ mở đầu cho một bài renga có cú pháp 5+7+5.
- Kaeri ten: một hình thức đánh dấu cách đọc, cho phép tiếng Nhật có thể phiên diễn được văn bản chữ Hán.
- Jokotoba (Tự từ) hay lời dẫn, cách dùng vài hàng trong bài waka để chuẩn bị cho ý tưởng theo sau, liên kết với nhau bằng ám dụ, âm thanh hay lý lẽ.
- Kami no ku (thượng cú): phần đầu bài thơ tanka gồm 3 câu 5+7+5.
- Kakekotoba (quải từ): kỹ thuật bắc cầu trong thơ waka, kiểu chơi chữ dựa vào sự đồng âm dị nghĩa và chữ ấy làm thành cái trục hay một cây cầu đứng giữa mệnh đề trước và mệnh đề sau. Kakekotoba cũng thường được dùng trong một vở kịch để kết nối hai cụm từ liên tiếp nhau sao cho nghĩa của nó ở cụm từ thứ hai khác với cụm từ thứ nhất.
- Kana: chỉ hai lối chữ Nhật Bản là Hiragana và Katakana.
- Kokin denju (Cổ kim truyền thụ): những phương thức bí truyền về cách hiểu của Kokinshū.
- Iroha karuta: các quân bài ghi âm tiết tiếng Nhật dùng trong một trò chơi mà người chơi trổ tài bằng cách nhìn vào từng quân bài để hoàn chỉnh một bài thơ nổi tiếng hoặc xướng lên câu mở đầu.
- Koto (Cầm): loại nhạc cụ 13 dây - tam thập lục - Nhật Bản.
- Mae shite: diện mạo đầu tiên của nhân vật chính trong một vở kịch nō.
- Maki (Quyển): giống như chương (hồi), nhưng dài hơn.
- Makura kotoba (Chẩm từ): một thứ tính ngữ (thường gồm 5 âm tiết), xác định đặc tính cho một cái tên trong bài Tanka.
- Mana (Chân danh): hệ thống diễn đạt tiếng Nhật sang dạng chữ viết bằng phương tiện là chữ Hán phiên âm.
- Michiyuki (Đạo hành): đoạn văn trong nō hoặc trong jōruri, đặc biệt là jōruri miêu tả cảnh chạy trốn khỏi sự đe dọa, cái chết của những cặp tình nhân; phong cách giàu chất thơ, cảm xúc.
- Okurigana kana: thể hiện chữ Hán theo kiểu ngôn ngữ Nhật Bản.
- Shamisen: Đàn ba dây của Nhật Bản.
- Shōji (Chướng tử): cửa kéo hoặc rèm làm bằng giấy.
- Shimo no ku (hạ cú): 2 câu 7+7 cuối bài thơ tanka.
- Taisaku (Đối sách): những câu hỏi (như trong Keikokushū) đặt ra cho thí sinh dự kỳ thi tuyển vào bộ máy quan liêu.
- Uta makura (Ca chẩm): chiếc gối thơ ca, chỉ những tên địa danh được dùng lặp đi lặp lại trong thơ nhờ sự liên tưởng lãng mạn và thơ ca của chúng.
- Waki: vai chính thứ hai trong một vở kịch nō.

## Giai tầng xã hội
- Ainu: thổ dân Nhật Bản, thời cổ gọi là Ezo. Thời Tokugawa, họ bị dồn đến sống ở Honshū và Hokkaidō, phía Bắc Nhật Bản.
- Anh em Soga: trong lịch sử hai anh em này đã báo thù cho cái chết của người cha năm 1193. Trên sân khấu và trong tiểu thuyết sau này, họ trở thành điển hình cho đức hiếu thuận và chủ nghĩa anh hùng. Chủ đề báo thù cũng như hai nhân vật này được đan dệt thành những cốt truyện khác, thường là sai lệch về niên đại, không đáng tin về sử liệu.
- Amaterasu (Ōmikami): thần mặt trời trong truyền thuyết Nhật Bản, gắn với hoàng gia và đền thờ Ise.
- Ashigaru: vốn chỉ binh lính nói chung. Thời Tokugawa, là ngạch thấp nhất của samurai.
- Bakufu (Mạc phủ): nghĩa đen là "chính phủ trong màn trướng". Tên gọi bộ máy chính quyền quân sự thời Kamakura, Muromachi và Edo.
- Biwa hōshi (Tỳ bà pháp sư): nhà sư mù Nhật Bản thời cổ, lang thang đây đó, đọc thơ vè có đàn tỳ bà phụ họa. Ở một số nét, những người này tương đồng với nghệ sĩ hát rong châu Âu thời Trung cổ. Biwa hōshi là người đưa tin và đóng một vai trò quan trọng trong việc sáng tạo ra những tác phẩm như Heike monogatari.
- Benkei: xem Yoshitsune (trong trang thảo luận).
- Bugyō (Cử hành): chức quan bộ máy trong chính quyền trung ương, cai quản một địa phương hoặc mang một trách nhiệm đặc biệt nào đó - một "pháp quan".
- Bunjin (Văn nhân): mẫu nghệ sĩ Nhật Bản thích tìm cảm hứng từ văn chương Trung Quốc và thu nạp một có ý thức phong cách đó.
- Burakumin (Bộ lạc dân): thiểu số người vô gia cư thời Tokugawa, tập hợp thành những cộng đồng khép kín. Những năm đầu thời kỳ Minh Trị các hình luật chống lại họ có thay đổi song địa vị của họ được cải thiện rất chậm chạp.
- Chajin (Trà nhân): chỉ những người dốc lòng cho nghi lễ trà, nghệ nhân trà.
- Chōnin (Đinh nhân): tên dành cho tầng lớp thị dân và thương nhân thời Edo, sống trong những thị tứ và thành phố lớn. Đây là tầng lớp thấp nhất trong bậc thang chính thống thời Tokugawa.
- Chūnagon (Trung nạp ngôn): hàng ngũ quan lại cung đình thời Heian.
- Daimyō (Đại danh): lãnh chúa phong kiến cuối thời Muromachi và Edo.
- Geisha (Nghệ giả): vốn là người giải trí cho khách. Về sau chỉ dành gọi những người phụ nữ được trau dồi về nghệ thuật, học vấn để làm công việc đó. Sau khi Âu hóa lan ra khắp nơi, geisha thành một loại giải trí xã hội mang dấu ấn hoài niệm.
- Gokenin (Ngự gia nhân): các chiến binh miền Đông Nhật Bản tự coi mình là những gia nhân của riêng Minamoto Yoritomo.
- Handen nōmin (Ban điền nông dân): nông dân có đất đai nhờ thể chế Handen shujū.
- Kami (Thần): bất kỳ vật gì hay con vật nào hay người nào có phẩm chất siêu việt đều được đạo Shintō coi là kami.
- Kenpeitai (Hiến binh đội): cảnh sát quân sự, một lực lượng có quyền lực đặc biệt trong những năm 30, thời quân phiệt chủ nghĩa ở Nhật Bản.
- Kokushi (Quốc ty): quan lại địa phương do chính quyền trung ương quản lý.
- Machi shū: thuật ngữ dùng cho chōnin ở vùng Kyōto-Ōsaka lúc ban đầu và trước thời Tokugawa.
- Miko (Vu nữ): nữ tiên tri của Thần đạo.
- Rōnin (Lãng nhân): là samurai vô chủ đối lập với samurai tận tâm phục vụ chủ, rất thường gặp trong thế kỷ 15-16.
- Samurai (Thị): võ sĩ, chiến binh Nhật Bản.
- Sei i Taishōgun (Chinh di đại tướng quân): danh phong cho những viên tướng Nhật Bản từ cuộc chiến đàn áp người Ainu thế kỷ 8 trở đi. Từ thời Minamoto Yorimoto thường được dùng làm tên gọi vị đứng đầu chính quyền quân sự và được gọi tắt là shōgun.
- Sensei (Tiên sinh): từ thể hiện ý nghĩa tôn kính: thầy.
- Sessuō (Nhiếp chính): danh xưng dành cho người thay vai trò hoàng đế khi hoàng đế chưa đến tuổi trưởng thành.
- Shikken (Chấp quyền): một cách gọi khác của "nhiếp chính". Tuy nhiên, tên gọi này được dòng họ Hōjō áp dụng đầu tiên cho shōgun chứ không phải cho hoàng đế.
- Shite: diễn viên chính hay nhân vật chính trong một vở nō.
- Shōgun (Tướng quân): xem Si i Taishōgun.
- Udaijin (Hữu đại thần): chức quan trong cung đình thời Heian, thường được dịch là Hữu lại bộ Thượng thư.